# Pterophorus agraphodactylus
Pterophorus agraphodactylus is een vlinder uit de familie vedermotten (Pterophoridae). De wetenschappelijke naam van de soort is voor het eerst geldig gepubliceerd in 1864 door Francis Walker.